# Автомобильный инжиниринг
Автомобильный инжиниринг является подразделом транспортного инжиниринга и включает в себя элементы машиностроения, электротехники, электроники, программной инженерии и техники безопасности применительно к проектированию и производству мотоциклов, автомобилей и грузовиков и их инженерных подсистем. Также к автомобильному инжинирингу относят модификацию автомобилей. Сфера производства занимается изготовлением и сборкой автомобилей. Область автомобильной инженерии является наукоемкой и предполагает применение математических моделей и методов. Предметом автомобильной инженерии является проектирование, разработка, изготовление и тестирование транспортных средств или компонентов транспортных средств от стадии концепции до стадии утилизации. Концептирование, проектирование и производство - три основные этапа автомобильного инжиниринга.

## Подразделы

### Автомобильный инжиниринг
Автомобильный инжиниринг - это отрасль инженерии, относящаяся к проектированию автомобиля и его узлов.
Также к автомобильному инжинирингу относится разработка механических, электронных, программных решений и решение вопросов безопасности.
В соответствии с решаемыми задачами можно выделить отдельные крупные подразделы:
Инжиниринг безопасности: занимается вопросами оценки последствий различных происшествий, их воздействия на пассажиров транспортного средства. Включает в себя проведение проверок на соответствие строгим государственным нормам и стандартам.
Экономия топлива/сокращение вредных выбросов: экономия топлива - это топливная эффективность транспортного средства в километрах на литр или в милях на галлон. Испытания на вредные выбросы включают измерение объема вредных выбросов при эксплуатации транспортного средства, включая углеводород, оксиды азота (NOx), оксид углерода (CO), диоксид углерода (CO2) и выбросы в результате испарения вредных веществ.
Шумы и вибрации: NVH (noise, vibration, harshness) анализ - это анализ всех шумов и вибраций, которые ощущает конечных пользователь от транспортного средства. К звуковым шумам относятся: различные скрипы, скрежет, писк. Тактильно пользователь может ощущать вибрацию сиденья или дребезжание в рулевом колесе. Большинство таких шумов и вибраций создается трением, вибрацией или вращением внутренних компонентов. Среди всех NVH-реакций отдельно выделяют: NVH трансмиссии, шум дороги, шум ветра, шум отдельных компонентов, а также скрип и дребезжание. При этом выделяют как "хорошие", так и "плохие" параметры NVH. Примером "хорошего" NVH является громкий резкий звук мотора спорткара, который конечный пользователь ожидает услышать. Таким образом инженер по шумам и вибрациям работает над устранением "плохих" шумов и вибраций или заменой "плохих" шумов и вибраций на "хорошие".
Автомобильная электроника: Автоэлектроника становится все более важной частью разработки автомобильной техники. В современных автомобилях используются десятки электронных подсистем. Эти системы отвечают за такие оперативные элементы управления, как управление дроссельной заслонкой, тормозом и рулевым управлением; а также многие системы, обеспечивающие комфорт и удобство, такие как климат-контроль, информационно-развлекательная система (In-Vehicle Infotainment, IVI) и система освещения. Автомобиль не может соответствовать современным требованиям безопасности и экономии топлива без систем электронного управления.
Производительность: производительность - это набор измеримых и проверяемых величин, определяющих способность транспортного средства функционировать в различных условиях. Производительность можно рассматривать в широком спектре задач, но обычно она связана с такими параметрами как время разгона (например, время разгона до 100 км/ч, время требуемое для преодоления 1/4 мили и т. д.), максимальная скорость, тормозной путь и время остановки с заданной скорости (например, 100 км/ч), какие перегрузки может выдержать автомобиль без потери сцепления с дорогой, время проезда круга на заданной трассе, максимальная скорость прохождения заданного поворота и т. д. Производительность также отражает управляемость автомобиля в ненастную погоду (снег, лед, дождь).
Качество переключения передач: качество переключения передач - это восприятие водителем транспортного средства при переключении передач автоматической или механической коробки передач. На это качество влияет как непосредственно трансмиссия (двигатель, трансмиссия) так и транспортное средство в целом (подвеска, двигатель, опоры трансмиссии и т. д.). Ощущение переключения включает в себя как тактильные, так и звуковые реакции автомобиля. Качество переключения можно разделить на отдельные события: переключение передач на более высокие при ускорении (1–2),  понижение передачи при прохождении маневра (4–2). Также отдельно выделяют переключение передач автомобиля при парковке задним ходом и т. д.
Инженерия долговечности/коррозии: инженерия долговечности/коррозии - это набор специальных испытаний транспортного средства с целью определения возможного срока его использования. Тесты включают в себя определение износа для заданного пробега, испытания в экстремальных условиях вождения и испытания на коррозиостойкость (испытания в специальных коррозионных солевых ваннах).
Стоимость: на стоимость транспортного средства обычно влияет стоимость оснастки и различных инструментов проектирования транспортного средства. Также выделяют расходы, связанные с маркетингом и обеспечением гарантии на продукт.
Сроки производства: сроки определяются рыночными показателями, а также планами производства предприятий. Любая новая деталь в конструкции должна быть согласована графикам разработки и производства.
Собираемость: при проектировании узла необходимо провести анализ собираемости, чтобы избежать повреждения деталей при сборке, избежать несоблюдения технологических допусков. Задача  инженера-технолога обеспечить, чтобы конечный продукт был простым и дешевым в изготовлении и сборке, при этом обеспечивал заявленную функциональность и внешний вид.
Управление качеством: контроль качества является важным аспектом производственного процесса, поскольку только высокое качество продукции обеспечит выполнение требований клиентов и предотвратит возникновение дорогостоящих рекламаций. Сложность изделий и инструментов, задействованных в производственном процессе, требует сочетания различных инструментов и методов контроля качества. Международная автомобильная рабочая группа (IATF), группа ведущих мировых производителей и торговых организаций, разработала стандарт ISO/TS 16949. Этот стандарт определяет требования к проектированию, разработке, производству и (при необходимости) установке и обслуживанию. Кроме того, он сочетает в себе принципы ISO 9001 с учетом различных региональных и национальных автомобильных стандартов, таких как AVSQ (Италия), EAQF (Франция), VDA6 (Германия) и QS-9000 (США). Чтобы еще больше минимизировать риски, связанные с отказами продукции и претензиями в отношении автомобильных электрических и электронных систем, применяется стандарт качества функциональной безопасности ISO/IEC 17025.